# Bomarea callejasiana
Bomarea callejasiana là một loài thực vật có hoa trong họ Alstroemeriaceae. Loài này được Alzate mô tả khoa học đầu tiên năm 2007.